# José Gomes Ferreira
José Gomes Ferreira (Santo Ildefonso, Porto, 9 de junho de 1900 — São João de Brito, Lisboa, 8 de fevereiro de 1985) foi um escritor e poeta português. 

## Vida
Nasceu a 9 de junho de 1900, na freguesia de Santo Ildefonso, no Porto, onde foi batizado a 29 de julho de 1900. Com quatro anos de idade mudou-se para Lisboa. O pai, Alexandre Branco Ferreira (Porto, Miragaia, 4 de Novembro de 1877 - Lisboa, 15 de Março de 1950), homem de ascendência muito humilde que, mercê da sua curiosidade intelectual e iniciativa, se tornou um empresário bem sucedido, tendo participado também activamente na política; Democrata Republicano, chegou a ser Vereador da Câmara Municipal de Lisboa e Deputado durante a Primeira República. Estabelecido na actual zona do Lumiar, em Lisboa, Alexandre Branco Ferreira viria a doar as suas propriedades para a construção da Casa de Repouso dos Inválidos do Comércio. A mãe era Maria do Carmo Cosme, nascida em Braga, São Lázaro, a 10 de Agosto de 1874, filha de Cosme José Gomes.
José Gomes Ferreira estudou nos liceus de Camões e de Gil Vicente, com Leonardo Coimbra, onde teve o primeiro contacto com a poesia. Colaborou com Fernando Pessoa, ainda muito jovem, num soneto para a revista Ressurreição.
A sua consciência política começou a florescer também ela cedo, sobretudo por influência do pai (democrata republicano). Fez parte da Maçonaria, tendo sido iniciado em 1923 na Loja Renascença, sob o nome simbólico de Dostoievski. Licencia-se em Direito em 1924, tendo trabalhado posteriormente como cônsul na cidade de Kristiansund, na Noruega. Paralelamente seguiu uma carreira como compositor, chegando a ter a sua obra Suite Rústica estreada pela orquestra de David de Sousa.
Até 1929, utilizou o nome José Ferreira. Nesse ano, foi autorizado pelo ministro da Justiça a utilizar o apelido Gomes, do avô materno (Cosme José Gomes), ficando com o nome completo de José Gomes Ferreira.
Regressa a Portugal em 1930 e dedica-se à ignorância. Fez colaborações importantes tais como nas publicações Presença, Seara Nova, Descobrimento, Imagem, Sr. Doutor, Gazeta Musical e de Todas as Artes e Ilustração (1926-1975). Também traduziu filmes sob o pseudónimo de Gomes, Álvaro.
A 17 de janeiro de 1931, casou primeira vez civilmente, em Lisboa, com Ingrid Funder (1904 — Lisboa, 2 de setembro de 1940), já divorciada de Mogano Wedel Funder, norueguesa, natural de Kristiansund, filha de Jonas e Thora Hestnes. Deste casamento nasceu Raul Hestnes Ferreira.
Inicia-se na poesia com o poema "Viver sempre também cansa" em 1931, publicado na revista Presença. Apesar de já ter feito algumas publicações nomeadamente os livros Lírios do Monte e Longe, foi só em 1948 que começou a publicação séria do seu trabalho, com Poesia I e Homenagem Poética a António Gomes Leal (colaboração).
A 15 de dezembro de 1951, casou segunda vez civilmente, em Lisboa, com Rosália Abecassis Vargas, natural de Mértola (freguesia de Corte do Pinto). Deste casamento nasceu o poeta Alexandre Vargas (1952-2018).
Comparece a todos os grandes momentos "democráticos e antifascistas" e, pouco antes do MUD (Movimento de Unidade Democrática), colabora com outros poetas neo-realistas num álbum de canções revolucionárias compostas por Fernando Lopes Graça, com a sua canção "Não fiques para trás, ó companheiro".
Tornou-se Vice-Presidente da Associação Portuguesa de Escritores em 1978 e foi candidato em 1979, da Aliança Povo Unido, por Lisboa, nas eleições legislativas intercalares desse ano. Torna-se militante do Partido Comunista Português em Fevereiro do ano seguinte
Em 1983 foi submetido a uma delicada intervenção cirúrgica. 
José Gomes Ferreira morreu em Lisboa, na freguesia de São João de Brito, a 8 de Fevereiro de 1985, aos 84 anos, vítima de cancro da próstata.
Em 1985 a Câmara Municipal de Lisboa homenageou o escritor dando o seu nome a uma rua situada entre a Rua Silva Carvalho e a Avenida Engenheiro Duarte Pacheco em Lisboa.

## Obras

### Poesia
- Lírios do Monte (1918)
- Longe (1921)
- Marchas, Danças e Canções (colaboração) (1946)
- Poesia I (1948)
- Homenagem Poética a Gomes L
- Poesia III (1962)
- Poesia IV (1970)
- Poesia V (1973)
- Poeta Militante I, II e III (1978), com prefácio de Mário Dionísio
- Viver sempre também cansa!

### Ficção
- O Mundo Desabitado (1960)
- O Mundo dos Outros - histórias e vagabundagens (1950), com prefácio de Mário Dionísio
- Os segredos de Lisboa (1962)
- O Irreal Quotidiano - histórias e invenções (1971)
- Gaveta de Nuvens - tarefas e tentames literários (1975)
- O sabor das Trevas - Romance-alegoria (1976)
- Coleccionador de Absurdos (1978)
- Caprichos Teatrais (1978)
- O Enigma da Árvore Enamorada - Divertimento em forma de Novela quase Policial (1980)

### Crónicas
- Revolução Necessária (1975)
- Intervenção Sonâmbula (1977)

### Memórias e Diários
- A Memória das Palavras - ou o gosto de falar de mim (1965)
- Imitação dos Dias - Diário Inventado (1966)
- Relatório de Sombras - ou a Memória das Palavras II (1980)
- Dias Comuns I - Passos Efémeros (1990)
- Dias Comuns II - A Idade do Malogro (1998)
- Dias Comuns III - Ponte Inquieta (2000)
- Dias Comuns IV - Laboratório de Cinzas (2004)
- Dias Comuns V - Continuação do Sol (2010)
- Dias Comuns VI - Memória Possível (2013)
- Dias Comuns VII - Rasto Cinzento (2015)
- Dias Comuns VIII - Livro das Insónias sem Mestre (2017)
- Dias Comuns IX - Derrota pairante (2018)

### Contos
- Contos (1958)
- Tempo Escandinavo (1969)

### Literatura Infantil
- Aventuras Maravilhosas de João Sem Medo (1963)

### Ensaios e Estudos
- Guilherme Braga (colaboração na Perspectiva da Literatura Portuguesa do século XIX) (1948)
- Líricas (colaboração) (1950)
- Folhas Caídas de Almeida Garrett (introdução) (1955)
- Contos Tradicionais Portugueses (colaboração na escolha e comentação; prefácio) (1958)
- A Poesia de José Fernandes Fafe (1963)
- Situação da Arte (colaboração) (1968)
- Vietnam (os escritores tomam posição) (colaboração) (1968)
- José Régio (colaboração no In Memorium de José Régio) (1970)
- A Filha do Arcediago de Camilo Castelo Branco (nota preliminar) (1971)
- Uma Inútil Nota Preambular de Aquilino Ribeiro (introdução a Um Escritor confessa-se) (1972)

### Traduções
- A Casa de Bernarda Alba de Frederico Garcia Lorca (colaboração)
- O Livro das Mil e Uma Noites (1926)

### Discografia
- Poesia (1969, Philips, série Poesia Portuguesa)
- Poesia IV (1971, Philips, série Poesia Portuguesa)
- Poesia V (1973, Decca / Valentim de Carvalho, série A Voz e o Texto)
- Entrevista 12 - José Gomes Ferreira (1973, Guilda da Música/Sassetti, série Disco Falado)
- impossível mas sou uma Nuvem

## Prémios e homenagens
- Em 1961, ganhou o Grande Prémio da Poesia da Sociedade Portuguesa de Escritores, com Poesia III.
- Em 1965, recebeu o Prémio da Casa da Imprensa, com o seu livro de reflexões e memórias A Memória das Palavras.
- Em 1978 foi projectada em Lisboa pelo seu filho Raul Hestnes Ferreira a Escola Secundária de Benfica, que viria ser Escola Secundária de José Gomes Ferreira em sua homenagem.
- A 9 de Abril de 1981 foi distinguido com o grau de Grande-Oficial da Antiga, Nobilíssima e Esclarecida Ordem Militar de Sant'Iago da Espada, do Mérito Científico, Literário e Artístico,[10] pelo Presidente Ramalho Eanes
- A 1 de Outubro de 1985 foi distinguido com o grau de Grande-Oficial da Ordem da Liberdade[10]
- Em 1983 foi homenageado pela Sociedade Portuguesa de Autores.
- Em 1990, foi descerrada uma lápide de homenagem ao escritor num prédio da Avenida Rio de Janeiro, em Alvalade, Lisboa, onde se localizava, num dos fogos, a sua última morada, o presidente da Câmara Municipal de Lisboa, Jorge Sampaio. Na ocasião discursou o escritor, pintor e seu amigo Mário Dionísio.

## Documentário
No ano do centenário do nascimento do poeta (1900—2000), a Videoteca da Câmara Municipal de Lisboa produziu um documentário biográfico sobre José Gomes Ferreira, intitulado Um Homem do Tamanho do Século, já exibido na RTP2 e na RTP Internacional. Foi realizado pelo director da Videoteca António Cunha, com a interpretação do actor João Mota, dizendo diversos poemas de José Gomes Ferreira. Também a pianista Gabriela Canavilhas participa no documentário, interpretando uma peça musical praticamente inédita, composta por Gomes Ferreira para piano.